# Martin Nauck
Hugo Martin Nauck (* 15. Oktober 1883 in Leipzig; † 27. Dezember 1939 in Dresden) war ein deutscher Jurist.

## Leben
Der promovierte Jurist Nauck war als Landgerichtsrat in Leipzig tätig. Zum 1. Oktober 1930 trat er der NSDAP bei (Mitgliedsnummer 321.038). Nach der „Machtergreifung“ der Nationalsozialisten wurde Nauck Ende März 1933 zum Vorsitzenden des neu gebildeten Sondergerichts für Sachsen in Freiberg ernannt. Zum 1. August 1933 wurde Nauck zum Amtsgerichts- und später zum Landgerichtspräsidenten in Chemnitz berufen. Mit Wirkung vom 1. Mai 1935 wurde Nauck vom Landgericht Chemnitz zum Landgericht Dresden versetzt und wurde dort wie in Chemnitz Landgerichtspräsident. Im Gau Sachsen war er Fachberater der Fachgruppe für Richter und Staatsanwälte für den Bezirk des Oberlandesgericht Dresden im BNSDJ. Außerdem war er Vorsitzender des Bezirksgerichts der Presse in Sachsen.
Seine Urne wurde im Januar 1940 auf dem Trinitatisfriedhof in Dresden beigesetzt.

## Schriften (Auswahl)
- Die „Republikfeindlichkeit“ der Richter. In: DRIZ 1926, Heft 5, S. 147ff.